# Uli Kudicke
Uli Kudicke (* 1955 in München) ist ein deutscher Kameramann und Fotograf.
Uli Kudicke kam 1974 nach Berlin, hier wurde er beim Lette-Verein zum Fotografen ausgebildet. Seit Mitte der 1980er Jahre betätigt er sich als Kameramann, überwiegend im Bereich Fernsehen.

## Filmografie (Auswahl)
- 1998–2007: Girl friends – Freundschaft mit Herz (Fernsehserie, 20 Folgen)
- 2001: Marlene Dietrich – Her Own Song
- 2001: Liebe, Tod und viele Kalorien
- 2002: Unser Papa, das Genie
- 2002: Schneemann sucht Schneefrau
- 2004: Eine zweimalige Frau (Fernsehfilm)
- 2006: Lilly Schönauer – Umweg ins Glück
- 2006–2012: SOKO Kitzbühel (Fernsehserie, 12 Folgen)
- 2009: Bleib bei mir
- 2011: Die Dienstagsfrauen … auf dem Jakobsweg zur wahren Freundschaft
- 2013: Einmal Bauernhof und zurück
- 2013–2014: Heldt (Fernsehserie, 8 Folgen)
- 2014: Die Dienstagsfrauen – Sieben Tage ohne
- 2015: Mordkommission Istanbul (Fernsehserie, 3 Folgen)
- 2016: Die Spezialisten – Im Namen der Opfer (Fernsehserie, 2 Folgen)